# 1545 w literaturze
Wydarzenia literackie w 1545 roku.

## Nowe dramaty
- polskie
  - Mikołaj Rej – Żywot Józefa z pokolenia żydowskiego, syna Jakubowego

## Urodzili się
- Nicholas Breton, poeta angielski

## Zmarli
- Pernette du Guillet, poetka francuska